# Abd-al-Kaba (nom)
Abd-al-Kaba és un nom masculí teòfor àrab d'època preislàmica (àrab: عبد الكعبة, ʿAbd al-Kaʿba) que literalment significa ‘Servidor de la Kaba’, en referència al santuari (preislàmic) de la Kaba a la Meca. Si bé Abd-al-Kaba és la transcripció normativa en català del nom en àrab clàssic, també se'l pot trobar transcrit Abdul Kaaba... normalment per influència de la pronunciació dialectal o seguint altres criteris de transliteració.